# James MacArthur
James Gordon MacArthur, född 8 december 1937 i Los Angeles, Kalifornien, död 28 oktober 2010 i Jacksonville, Florida, var en amerikansk skådespelare.
James MacArthurs far var skådespelaren Charles MacArthur och hans mor var skådespelerskan Helen Hayes. MacArthur har varit gift med skådespelerskan Joyce Bulifant mellan 1958 och 1967. De fick två barn tillsammans. Hans andra hustru var skådespelerskan Melody Patterson, som han var gift med 1970–1975. Hans tredje fru var elit-golfspelerskan Helen Beth Duntz. De gifte sig 1984 och har ett barn tillsammans.
MacArthur är troligen mest känd för sin roll som Danny "Danno" Williams i tv-serien Hawaii Five-O.

## Filmografi
- 1998 - Storm Chasers: Revenge of the Twister
- 1968 - Häng dom högt
- 1967 - The Love-Ins
- 1965 - Det stora slaget
- 1965 - Jakt på främmande ubåt
- 1964 - The Truth About Spring
- 1963 - Spencer's Mountain
- 1962 - Inga änglar
- 1960 - Kidnappad
- 1960 - Skeppsbrott i Söderhavet
- 1959 - Avgrunden väntar